# Ucayali (département)
Pour les articles homonymes, voir Ucayali.
Le département d'Ucayali (en espagnol : Departamento del Ucayali) est l'une des vingt-quatre régions du Pérou. La capitale de la région est la ville portuaire de Pucallpa, au bord du río Ucayali.

## Géographie

### Situation
Située au nord-est du Pérou, la région fait géographiquement partie du bassin de l'Amazone. Elle est limitée au nord par le département de Loreto, à l'est par le Brésil, au sud par les régions de Madre de Dios et de Cuzco et à l'ouest par les régions de Junín, Pasco et de Huánuco.

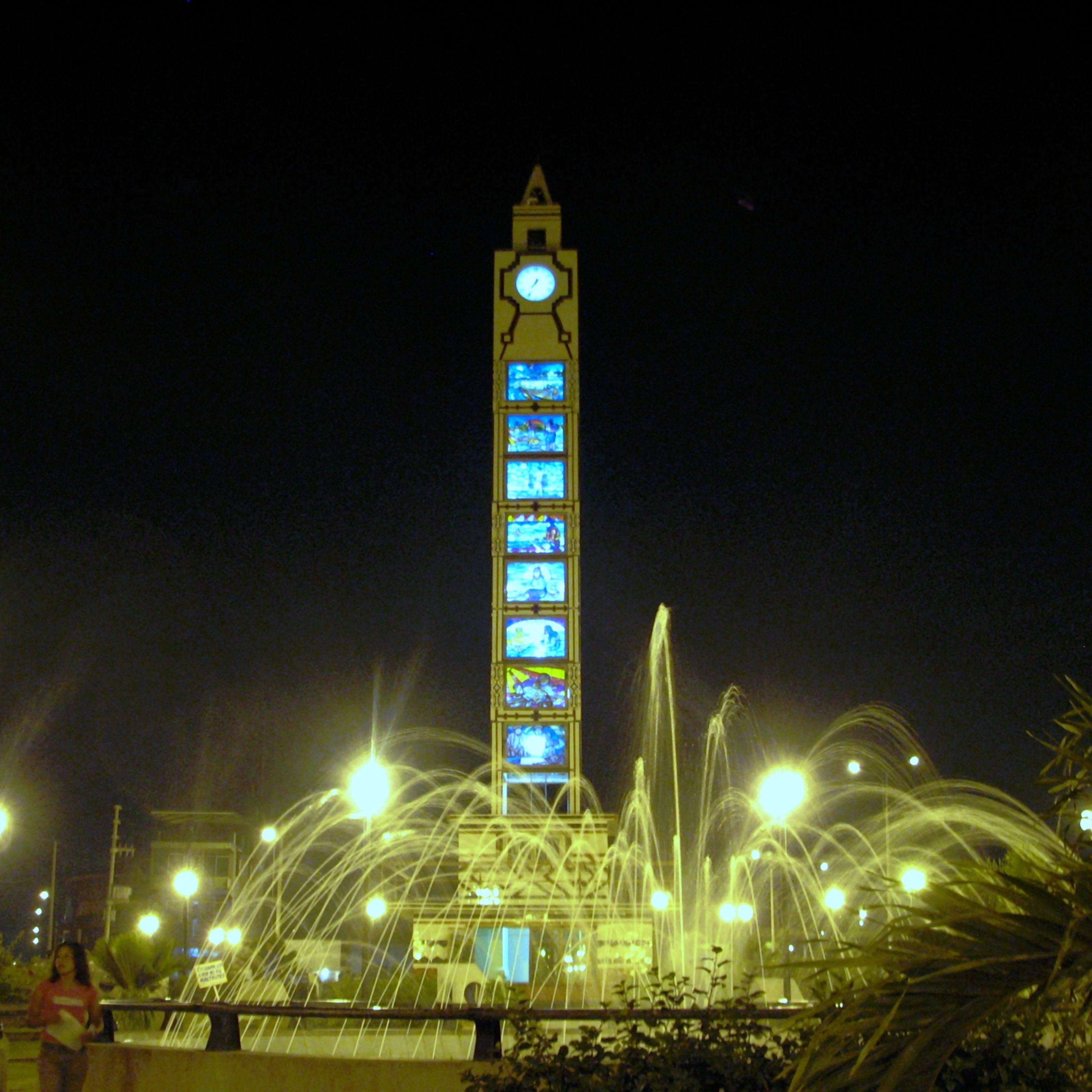
Fontaine dans la ville de Pucallpa.

### Climat
Le climat de cette région de faible altitude du bassin amazonien est tropical, avec des températures élevées toute l'année (de 26 à 28 °C) et une alternance saisonnière marquée des précipitations. La saison sèche a lieu d'avril-mai à octobre-novembre. La saison des pluies, d'octobre-novembre à avril-mai, est marquée par des pluies fortes et fréquentes.

### Hydrologie
Les cours d'eau jouent un rôle important dans les communications de cette région peu peuplée et enclavée. Le climat humide donne naissance à d'innombrables cours d'eau dont le plus important est le rio Purus, qui est un affluent de l'Amazone. La région est traversée dans sa partie orientale par le río Ucayali, qui lui donne son nom. Ce fleuve naît de la confluence du río Tambo et du río Urubamba à la hauteur d'Atalaya.

## Subdivisions
La région est divisée en quatre provinces.
|  | - Atalaya - Coronel Portillo - Padre Abad - Purús |

## Environnement/biodiversité
Ce territoire abrite une biodiversité exceptionnelle et des populations autochtones ayant encore très peu de contacts avec la "civilisation", ce qui a justifié la création de la « Zona reservada Sierra del Divisor » (en 2006), territoire qui pourrait devenir parc national, dans la continuité du parc national homologue de l'autre côté de la frontière avec le Brésil (parc national de la Serra do Divisor).